# 天使にラブ・ソングを…
『天使にラブ・ソングを…』（てんしにラブソングを、原題: Sister Act）は、1992年のアメリカ合衆国のコメディ映画。監督はエミール・アルドリーノ、脚本はポール・ラドニック（ジョセフ・ハワードとして）、主演はウーピー・ゴールドバーグ。殺人の現場を目撃したしがないクラブ歌手が、かくまわれた修道院で巻き起こす騒動を描いた。
アメリカでは6か月を記録する大ヒットロングランとなり、ウーピー・ゴールドバーグの人気を不動のものにした。翌1993年には、続編の『天使にラブ・ソングを2』も公開された。2006年以降にはミュージカル化された。

## あらすじ
ネバダ州リノのクラブ『ムーンライトラウンジ』で歌う黒人クラブ歌手デロリスは、ネバダ一帯に縄張りを持つマフィアのボス、ヴィンスの愛人。度重なる離婚の要求を受け入れてもらえないことにしびれを切らした彼女は、ヴィンスがご機嫌取りのために妻のお古のコートを贈りつけてきたことに腹を立て、別れて町を出ようと決心する。別れ話を切り出すべくいきりたった様子で彼の部屋に乗り込むものの、運悪く彼が裏切り者を殺す現場を見てしまう。一目散に警察に駆け込んだ彼女は、ヴィンス関連の裁判を有利に進めたいサウザー警部補の思惑の下、証人保護プログラムによってサンフランシスコの女子修道院に匿われることになり、「シスター・メアリー・クラレンス」の名で尼僧としての振る舞いを余儀なくされる。
厳格で高圧的な修道院長が目を光らせる中、不自由で堅苦しい生活に辟易するデロリスだが、聖歌隊の指導を任されるようになったのを機に歌手としての本領を発揮し、下手極まりない聖歌隊を鍛え上げて聖歌をゴスペルやロック風にアレンジし、派手なパフォーマンスを繰り広げて一躍町中の人気者となる。伝統を重んじる保守的な院長との対立をよそに、資金難から閉鎖寸前だった修道院はデロリス率いる聖歌隊の活躍によって息を吹き返す。同時に、デロリスの指導の下、シスターたちは周辺環境の悪化を理由にこれまで禁じられてきた修道院外での奉仕活動に勤しみ、周辺地域の人々との交流を深めていく。その過程でデロリスはシスターたちと心を通わせ固い友情で結ばれていくが、反比例するように院長との対立とすれ違いは深まっていく。
ある日のミサの後、聖歌隊の噂を聞いたローマ法王が、サンフランシスコ訪問の際に聖歌隊の特別コンサートをやってほしいとの要望を寄せていると言う知らせが舞い込む。この上ない名誉と光栄に沸き立つシスターたちだが、伝統的な聖歌を歌うべきだと院長にたしなめられる。難色を示すデロリスたちに対し院長は多数決で決めようと言い出すが、自分に賛同する者がほぼ皆無という現実を突きつけられる。院長が深い失望感から余所へ異動しようと考えるまでになっていたことを知ったデロリスは驚き留まるよう説得するも、もはや自分は時代遅れだと言い切る彼女に拒絶される。
御前コンサートの前日を迎えたある日。警察内部に潜む内通者によって情報がヴィンスに漏れ、デロリスが拉致されてしまう。院長の口からデロリスの素性を知らされたシスターたちは動揺するが、彼女のことを立派な尼僧として強く慕っていた見習いシスターのメアリー・ロバートは院長に対し毅然とした態度で、私たちの手で救わなければと進言する。動揺していたシスターたちも彼女の言葉に満場一致で賛同し、その様子を見た院長はデロリスの救出へ行くことを即決する。院長の引率の下、シスターたちは自分たちを教え導いてくれたデロリスを救うため、一丸となってヴィンスのアジトであるムーンライトラウンジに乗り込んでいく。時を同じくしてデロリスは辛くもヴィンスの下から逃げ出し、クラブの中を逃げ回るが退路を塞がれてしまい、あわや捕まると思われたところで駆けつけてきたシスターたちと合流する。尼僧姿を利用して追っ手をかく乱しデロリスの手引きで店の奥の空き部屋に隠れる一行だが、逃げ込むところを見られついに追い詰められてしまう。仲間たちを守るためデロリスは独りでヴィンスに対峙する。部下へ下した殺害命令を拒否されたヴィンスはデロリスは尼ではないと怒鳴るが、院長はとっさにその言葉を否定し、彼女は聖キャサリン修道院のシスター・メアリークラレンスであり、愛と高潔と寛容を体現する立派な尼僧であると主張する。その主張に戸惑いながらもヴィンスはデロリスの眼前に銃を向けるが、駆けつけてきたサウザー警部補に肩を撃たれ怯んだ隙に逮捕される。デロリスは院長と和解を果たし、自分を救うために命がけで駆けつけてくれた仲間たちに心からの感謝の意を述べる。院長は笑顔で異動を撤回して修道院に留まる意思を示し、全ては丸く収まった。
こうして、デロリスはシスターたちとと共に法王を迎えての御前コンサートに臨んで全力でパフォーマンスをやりきり、院長と修道院のシスター達、司教、サウザー警部補をはじめとする全ての聴衆たちから熱狂的なスタンディングオベーションを送られる。ゆっくりと立ち上がり、聴衆と共に惜しみない拍手を送る法王を見たデロリスが、シスターたちに満足そうな微笑みを見せるところで物語は幕を閉じる。

## 登場人物
- 作中のシスターの名前における“Mary”の読みは、通常の人名であれば“メアリー”または“マリー”であるが、修道名の場合は基本的にはメアリーと読む（日本語字幕もこの読み）。
- 吹き替えにおいては、ソフト版では“マリア”[注 1]、日本テレビ版では“マリー”と呼ばれる。

デロリス・ヴァン・カルティエ／シスター・メアリー・クラレンス（Deloris van Cartier / Sister Mary Clarence）
演 - ウーピー・ゴールドバーグ / アイシス・カーメン・ジョーンズ（幼少時代）
主人公。リノのクラブ「ムーンライトラウンジ」で歌う黒人クラブ歌手で、売れない3人組ガールズグループ「THE RONELLES」のリードボーカリスト。
作中、子供時代は教師から匙を投げられる程の問題児であった事が書かれている。
ヴィンスの愛人だったが、裏切り者を始末する現場を目撃したため抹殺対象として追われる身となり、警察の保護の下、“シスター・メアリー・クラレンス”の名で修道院に匿われることになる。
少々ひねくれているが根は優しくて面倒見がよく、前向きで明るく茶目っ気のある性格。また、型破りな気質の持ち主で堅苦しいことを嫌い、気乗りしないこともやるとなれば徹底的にやる。
こうした性格故に当初こそ堅苦しい生活に辟易しつつやがて閉塞感の漂う修道院に改革の嵐を巻き起こし、シスターたちと固い絆で結ばれていくことになる。彼女の行動が周囲に影響を与えていき、彼女自身もまた、周囲の人々が変わるにつれて心情や心境が少しずつ変化してゆく。
歌手としての実績は皆無だが音楽の素養自体は高く、グループでの活動では選曲からアレンジまで自ら手掛けているほか、指導力も高くその手腕で聖歌隊を鍛え上げ、また自身も聖歌隊の一員として指揮と歌(と多少の振り付け)を同時にこなし、楽曲の一部ではソロパートも披露した。
ちなみにゴールドバーグは撮影開始に先立って徹底したボーカルトレーニングを受けており、「バスタブで歌う鼻歌がどれだけ気楽か思い知った」「(トレーニングのキツさに)「歌いたくない」」と答えつつも、「周りが思ってるよりはイケた（上手く歌えた）」と語っている。
尚、アルドリーノ監督には「歌えないと思ったよ」、パトリック役のナジミーには「共演した舞台では歌わずに語っていたの。だから歌はマズいと思ったわ」と心配されていたが「(歌ったら)凄く上手だったわ」と評されている。
ヴィンス・ラ・ロッカ（Vince La Rocca）
演 - ハーヴェイ・カイテル
表向きはカジノのオーナーだが、裏ではネバダ州一帯に縄張りを持つマフィアのボス。
冷酷な性格の持ち主で、警察に多くの証拠を握られているにも拘らず、裏切り者や目撃者を悉く抹殺するため未だ逮捕に至っていない。その一方で信仰に篤く、浮気を懺悔する、尼への手出しを躊躇するなどしている。
別れ話を切り出しに来たデロリスに殺人現場を目撃されたため、躊躇する様子を見せつつも部下に抹殺を命じ、執拗に付け狙うようになる。
修道院長（Mother Superior）
演 - マギー・スミス
聖キャサリン修道院の院長。劇中では終始一貫して「院長」と呼ばれており、修道女としての名前は不明。
規律に厳格で、自他ともに認める筋金入りのお堅く生真面目な性格。また、かなりの毒舌家に加えて強かでもあり、丁寧な口調のなかに一見わかりづらい毒舌を混ぜることがある。
社会奉仕を旨とする修道会でありながら、当初はシスターたちには周辺環境の悪化を理由に院外での活動を禁じ、塀の中に籠る生活を厳守するよう固く言いつけていた。こうした性格柄、デロリスの事を一目見ただけで受け入れを拒否するなど、お互いに第一印象は最悪な状態であった。
厳格さゆえに高圧的な態度が多いものの根は愛情深い人物で、デロリスとシスターたちの身を平等に案じている。院長としての責任感も強く、院外での活動を禁じているのもシスターを危険な場から守らなくてはならないという思いからである。
デロリス救出作戦の際にはリーダーシップを発揮しシスターたちの先導を務め、デロリス発見後に作戦で追手を攪乱するなど有事の際の機転と判断力にも優れる。
なお、マギー自身は「一番心掛けたのは、私の役がただの意地悪院長ではないと感じさせること。ウーピーのデロリスとは、お互いにリーダーシップをとろうとする気の強さで共通」と語っており、ゴールドバーグからは「大ファンだし、一緒に仕事ができるなんて光栄です。役を引き受けたと聞いた時、思わず舞い上がっちゃった」とのコメントを送られている。
また、コメンタリーではゴールドバーグやラザラスを演じたウィックス、アルドリーノ監督などに「プロ意識の塊」「素晴らしい女優」などと称され、さらにアルドリーノ監督は「彼女は笑いのセンスも良い」とも称した。ロバートを演じたマッケナは「（ゴールドバーグとの）二人の掛け合いが面白い」「（2人の）修道衣姿を見るだけで笑っちゃう」とも語っている。
シスター・メアリー・パトリック（Mary Patrick）
演 - キャシー・ナジミー
聖キャサリン修道院の太った若いシスター。聖歌隊ではソプラノを担当。
非常に陽気で気さくで茶目っ気のある性格。歌やダンスなどの楽しいことが大好きで、体型に反して動きは身軽である。その陽気さは我が道を行くデロリスをも困惑させたり、行き過ぎることもあるほど。この明るさは本人曰く生まれついての性分であるらしく、母親から尼僧かスチュワーデスに向いていると言われた模様。
やって来たばかりのデロリスにシスターを代表して歓迎の挨拶をしたり、慣れない内職作業に難儀する彼女に手伝いを申し出たりと親切に接する。
シスター内では性格が正反対のメアリー・ロバートと特に仲がよい。
聖歌隊では当初、持ち前の声量たっぷりなソプラノボイスを金切り声のようなレベルで張りあげるばかりで協調がとれていなかったが、デロリスの指導で周りの歌声を聴いて程よい歌声で合わせることを覚え上達していく。
コメンタリーにおいて、ナジミーは「パトリックはデロリス同様に『形だけの』シスターって感じよ」「パトリックの歌い方はずっと（ハイトーンを出す）なの。スタッフたちのなかに耳を痛めた人がいたら、私のせいだわ」と笑って話している。
なお、ナジミーはパトリックを演じるにあたり、脚本には「唯一の特徴は『明るさ』と書いてあったの」と語り、偶然つけたテレビに写った元気で明るく陽気なシスター「シスター・ハート」を見て、彼女がパトリックのモデルだと思い、彼女をモチーフにパトリックのキャラクターを作ったとも話した。
シスター・メアリー・ロバート（Mary Robert）
演 - ウェンディ・マッケナ
聖キャサリン修道院の細身で若いシスター見習い。聖歌隊ではソプラノを担当。
服装が他のシスターたちと唯一異なっており、銀の十字架のネックレスをかけている。デロリスとの会話から兄がいる模様。
心優しく思いやり深い性格の一方、内向的かつ極度の引っ込み思案で口数も少なかったが、デロリスとの出会いを通じて自信を持てるようになり、徐々に口数も増え、明るく積極的な性格に変わっていく。同時に勇気と毅然さも身につけていき、デロリスが誘拐された際には自分たちの手で助けたいと真っ先に院長に進言するまでになる。
聖歌隊では当初、小さく弱々しい声しか出せない上、自分でもどのパートを歌っているのかわかっていない状態であったが、特訓の末に大きな声を出すことが出来るようになり、デロリスのもとで歌の才能を開花させていく。
なお、劇中での歌唱はアンドレア・ロビンソンによる吹き替えであり、作中で唯一の吹き替えである。理由は歌声が監督のイメージとは違ったため。演じたマッケナはコメンタリーにおいて「『もちろん歌えるわ』と言って恥をかいた」「口パクなら任せてよ」と発言しており、演じたロバートについては「デロリスと正反対の性格で、彼女の後を子犬のようについてくの」「最初はかなり内気で悩みも多くあまり話さないけれど、デロリスのお陰で自信がつき、解放されて声に出せるようになるのよ」と語った。
シスター・メアリー・ラザラス（Mary Razarus）
演：メアリー・ウィックス
ソフト版吹き替えでは、“メアリー・ラザロ”と呼ばれる。
聖キャサリン修道院で年長のシスター。シスター内でもひときわ目立つ長身で大柄な体格の持ち主。聖歌隊ではアルトを担当。
気難しい性格で、内職作業中に雑談するシスターたちを𠮟りつける等、信仰に対し真摯かつ厳格な姿勢を持つ。また、法王4人分の年月をシスターとしての人生に捧げていると豪語している。
聖歌隊では指揮者を任されていたものの、音楽的素養や指揮者としての技能には乏しかったため仲間たちにはあまり頼りにされておらず、皆が一様に経験者であるデロリスを頼ろうとする様子に憤慨してデロリスに役目を押し付けてしまう。その後、的確な指導をするデロリスの実力を認めた後に指揮者の座を譲って歌う側に回った。
当初は気難しい性格でデロリスのみならず仲間のシスターに対してもややトゲのある口調で接していたが、デロリスとの交流を通じて徐々に笑顔が増え、パトリック、ロバート共に自分たちを指して4人組と称するまでにデロリスと打ち解けた仲となった。また、デロリスのお礼にでこっそり買ってきたアイスを4人一緒に食べたりと当初の厳格さも軟化していった。
メアリー・ウィックスは当時の演者のなかで最年長の81歳である。
ラザラスを演じたメアリー・ウィックスはコメンタリーで「ラザラスは最初、固定観念を持っているけれど、それを覆される。そしてデロリスに歌の楽しさを教えて貰い、楽しく歌うことを知って、彼女（ラザラス）は変わっていくのよ」と語り、次に修道服の着用が複雑、かつ着ていて暑いなどの理由から「尼僧の役はごめんだわ」と笑って話した。
また、作中のMy God でのサビ直前にシスターたちが横を向くシーンでラザラスが逆に向くシーンは、NGシーンをOKテイクとして採用したもの。
ウィックスは1966年度制作のコメディ映画『青春がいっぱい』及びその続編『青春ダイナマイト』で修道女の役を演じたことがあり、その経験が縁でラザラス役に抜擢された。
シスター・アルマ（Sister Alma）
演 - ローズ・パーレンティ
左耳に補聴器をつけた比較的小柄な年配のシスター。教会のオルガン演奏及び聖歌隊でのピアノ伴奏担当。
耳が遠いため補聴器が必須であるが、ピアノは長年弾いているだけはある巧さである。 「I will follow Him」の伴奏では、数秒ながらも手元を見ずピアノを弾きながら横にステップを踏むという高等技術を見せる。
聖歌隊では、当初は現状に対する不満ゆえか伴奏の最初と最後の導入部だけ弾いてあとは演奏を放棄していた。デロリス参入後は、よりよい可愛らしく楽しげな笑顔で活き活きとした演奏を繰り広げるようになる。
演じるローズ・パーレンティは、出演当時80歳で、全キャスト中2番目に高齢であった。
エディー・サウザー（Eddie Souther / Lieutenant Souther）
演 - ビル・ナン
黒人警部補。ヴィンスの捜査とデロリスの警護を担当する。
ヴィンスを追い詰める策として犯行を目撃したデロリスへ証言台に立つよう要請すると共に、裁判が始まるまで聖キャサリン修道院で身を隠すように指示した。
正義感にあふれ、内通者を見抜く頭の回転の速さと勘の良さを併せもつ。そんな性格から強い口調になったり、度がすぎて暴言を吐くこともある。
サウザー警部補を演じたナンはコメンタリーで「演じたサウザーの台詞に面白い台詞がなかったのが不満だったんだ」と笑って話している。
オハラ司教（Bishop O'Hara）
演 - ジョゼフ・メイハー
聖キャサリン修道院の周辺教区を取りまとめる司教。
ミサに訪れる人が減って久しい現状を嘆いている。
性格は穏やかで保守的な考え方に固執しない柔軟さも持ちあわせており、デロリスの手によってモータウン風（ゴスペル風）に改造された聖歌を聞いても怒ることなく嬉しそうに褒め、場の仲裁も兼ねて院長が全ての立役者だと持ち上げる。
常に周囲へのフォローを欠かさない気遣いの持ち主で、激高している院長とも冷静かつ対等に話せる唯一の人物。
ジョーイとウィリー（Joey & Willy）
演 - ロバート・ミランダ（ジョーイ）、リチャード・ポートナウ（ウィリー）
ヴィンスの手下。ソフトモヒカン風のヘアスタイルをしているのがジョーイで、頭が禿げ上がっている方がウィリーである。
ヴィンス同様に裏切り者を容赦なく始末するの一方、小心で信心深い性格から尼僧姿のデロリスは「撃てない」と躊躇している。だが、その隙に股間を殴られ逃げられる間抜けさもある。
聖歌隊の修道女たち
聖キャサリン修道院における聖歌隊のシスターたちで、年齢層は中年から老年。
最初こそ固い雰囲気であったが、デロリスが指揮者として着任してからは活き活きとした姿を見せるようになる。
名前が呼ばれたシスターは限られている。白枠眼鏡でラザラス並の長身の高齢なシスター（演 - ルース・コバルト）がメアリー・イグネイシャス（Sister Mary Ignatius）、度の強いふちなし丸眼鏡をかけ比較的長身のシスター（演 - カルメン・サパタ）がメアリー・エマニエル（Sister Mary Emmanuel）と、劇中でそれぞれ名を呼ばれるのみ。
明るい笑顔で魅力的なこぶしを回すような歌声の年老いたシスター（演 - ジョージア・クレイトン）、肝っ玉を思わせる眉毛が太くふくよかな中年シスター（演 - スーザン・ブラウン）、一番小柄で可愛い声の年長シスター（演 - エレン・アルバーティーニ・ダウ）、胴縁の楕円眼鏡をかけ車修理ができる年老いたシスター（演 - パット・クロフォード・ブラウン）、パット演じるシスターと共に車を修理して顔にオイルを浴びていた年老いたシスター（演 - スーザン・ジョンソン）、小顔で若めの若干陰気そうではあるが可愛いらしい顔立ちと歌声の中年シスター（演 - プルーデンス・ライト・ホームズ）、小柄で若めのシスターの横で歌う気の強そうかつお茶目そうな顔をした中年シスター(演 - ベス・ファウラー)、表情豊かな左利きで丸眼鏡に丸顔の若めのシスター（演 - シェリ・イザード）、タンバリン担当でシスター1の長身である若めのシスター(演 - ダーリーン・コーデンホーウェン)、1番小柄な年長シスターと同じぐらい小柄だがぽっちゃりな美声の中年シスター(演 - エディス・ディアス)と、台詞が少ないまたはないにもかかわらず、非常に個性豊かであり、数人ほどデロリス側の思考よりだったり愚痴ったりと敬虔というよりは普通の人間に近いシスターが多い。
シスターはそれぞれジョージア、プルーデンス、エレン、エディス、カルメンがソプラノ、ブロウニング、シェリ、ダーリーンがアルト、ルース、ジョンソン、パットがベースのパートを担当する。
ベスは場合によりベースもこなしている他、エディス演じるシスターはアルトからソプラノにパートが変わって居ることがわかる。
聖歌隊の初期段階では、パートごとに並ぶ基本すらできない上、それぞれが音程やテンポすら取れず好き放題に歌う者のいるという混沌とした状態であった。自分たちでも自覚するほど酷い状況だったが、参加したデロリスが歌の経験者であることを知って全員で助けを求め、彼女の指導によって見る見るうちに上達していく。
デロリスが誘拐され、修道院長のから彼女の素性を知らされた際は動揺し疑いの言葉をかけるシスターも出るが、「彼女無しでは歌えない」「私たちの手で救い出さなくては」と訴えるロバートの言葉、そして彼女に賛同するパトリックとラザラスに感化され、満場一致でリノ行きに賛同する。
なお、シスターたちを演じたキャストはバランスに加え何よりも「個性」を最重視して選ばれ、アルドリーノ監督やラザラス役のウィックスはシスター役の彼女たちを「それぞれが際立った個性の持ち主」と話している。また、歌手を兼役していたり、歌手をしていた演者も数人居る。
また、ダーリーンは声楽教師として本作の歌のコーチも請け負っており、エンディングクレジットにおいて音楽コーチ担当者としてもクレジットされている(この他、ロバートの目ざまし時計のアラーム音声も担当している)。
ローマ法王
演：ユージーン・グレイタック
聖キャサリン修道院の聖歌隊の話題を耳にし、サンフランシスコに来るついでに礼拝に臨席する。
聖歌隊の素晴らしさについリズムに乗り、あまりの素晴らしさに観覧客らとともにスタンディングオベーションをする。
演じたユージーン・グレイタックは法王に似ていることで有名な役者で、ラザラスを演じたウィックスは「本当にそっくりだったわ」「仕草や手つきなどが堂に入っていたわ」と話している。

## キャスト
| 役名                          | 俳優                                                | 日本語吹き替え   | 日本語吹き替え   |
| 役名                          | 俳優                                                | ソフト版         | 日本テレビ版     |
| ----------------------------- | --------------------------------------------------- | ---------------- | ---------------- |
| デロリス メアリー・クラレンス | ウーピー・ゴールドバーグ                            | 後藤加代         | 中村晃子         |
| 修道院長                      | マギー・スミス                                      | 京田尚子         | 藤波京子         |
| ヴィンス・ラ・ロッカ          | ハーヴェイ・カイテル                                | 堀勝之祐         | 堀勝之祐         |
| メアリー・パトリック          | キャシー・ナジミー                                  | 信沢三恵子       | さとうあい       |
| メアリー・ロバート            | ウェンディ・マッケナ（歌声:アンドレア・ロビンソン） | 石川悦子         | 矢島晶子         |
| メアリー・ラザラス            | メアリー・ウィックス                                | 牧野和子         | 河村久子         |
| エディー・サウザー警部        | ビル・ナン                                          | 西村知道         | 玄田哲章         |
| ジョーイ                      | ロバート・ミランダ                                  | 山下啓介         | 西村知道         |
| ウィリー                      | リチャード・ポートナウ                              | 曽我部和恭       | 千田光男         |
| オハラ司教                    | ジョゼフ・メイハー                                  | 小林修           | 小林修           |
| クラークソン                  | ジム・ビーヴァー                                    |                  | 秋元羊介         |
| テイト刑事                    | ガイ・ボイド                                        | 仁内建之         | 筈見純           |
| ミシェル                      | ジェニファー・ルイス                                | 杉村理加         | 喜田あゆ美       |
| ティナ                        | シャーロット・クロスリー                            | 田辺静恵         | 野沢由香里       |
| アニー                        | マックス・グローデンチック                          | 石井隆夫         | 梅津秀行         |
| TVリポーター                  | ロバート・ヒメネス                                  | 八代駿           | 福田信昭         |
| コニー・ラ・ロッカ            | トニ・カレム                                        | 太田淑子         | 中澤やよい       |
| パイロット                    | ケビン・ボーランド                                  | 林一夫           | 荒川太郎         |
| デロリスの教師                | ロイス・デ・バンジー                                |                  | 香椎くに子       |
| デロリス（幼少時代）          | アイシス・カーメン・ジョーンズ                      | 押谷芽衣         | 矢島晶子         |
| メアリー・イグネイシャス      | ルース・コバルト                                    | 島美弥子         | 香椎くに子       |
| メアリー・エマニエル          | カルメン・サパタ                                    | 丸山裕子         | 香椎くに子       |
| シスター・アルマ              | ローズ・パーレンティ                                | 台詞なし         | 台詞なし         |
| 修道女たち                    | スーザン・ジョンソン                                | 具体的な台詞なし | 具体的な台詞なし |
| 修道女たち                    | スーザン・ブロウニング                              | 具体的な台詞なし | 具体的な台詞なし |
| 修道女たち                    | エディス・ディアス                                  | 具体的な台詞なし | 具体的な台詞なし |
| 修道女たち                    | ダーリーン・コルデンホーヴェン                      | 具体的な台詞なし | 具体的な台詞なし |
| 修道女たち                    | ベス・ファウラー                                    | 具体的な台詞なし | 具体的な台詞なし |
| 修道女たち                    | プルーデンス・ライト・ホームズ                      | 具体的な台詞なし | 具体的な台詞なし |
| 修道女たち                    | パット・クロフォード・ブラウン                      | 具体的な台詞なし | 具体的な台詞なし |
| 修道女たち                    | エレン・アルバーティーニ・ダウ                      | 具体的な台詞なし | 具体的な台詞なし |
| 修道女たち                    | シェリ・イザード                                    | 具体的な台詞なし | 具体的な台詞なし |
| 修道女たち                    | ジョージア・クレイトン                              | 具体的な台詞なし | 具体的な台詞なし |

- ソフト版 - 1993年発売のVHSに初収録・Disney+など各種配信にも使用。
  - テレビ初回放送 - 2012年2月11日 BS日テレ『プレシャスタイム』
- 日本テレビ版 - 初回放送1996年4月26日『金曜ロードショー』
  - 2020年5月15日の『金曜ロードSHOW!』放送時のみソフト版で放送された。

## スタッフ
- 監督: エミール・アルドリーノ
- 脚本: ジョセフ・ハワード
- 製作: テリー・シュワルツ
- 製作総指揮: スコット・ルーディン
- 音楽: マーク・シャイマン
- 撮影: アダム・グリーンベルグ
- 編集: コリーン・ハルシー、リチャード・ハルシー（英語版）
- 制作会社: タッチストーン・ピクチャーズ、タッチウッド・パシフィック・パートナーズⅠ

### 日本語版
| -              | ソフト版                                                     | 日本テレビ版        |
| -------------- | ------------------------------------------------------------ | ------------------- |
| 演出           | 谷清次                                                       | 木村絵理子          |
| 翻訳           | いずみつかさ                                                 | 徐賀世子            |
| 調整           | 伊藤恭介                                                     | 山田均              |
| 録音           | スタジオ・エコー                                             | セントラル録音      |
| 監修           | 岡本企美子                                                   | N/A                 |
| 担当           | N/A                                                          | 稲毛弘之            |
| プロデューサー |                                                              | 大塚恭司 小林三紀子 |
| 制作           | スタジオ・エコー DISNEY CHARACTER VOICES INTERNATIONAL, INC. | 東北新社            |

## 楽曲
1960年代のアメリカのヒットソングが挿入曲として多く用いられている。伝統聖歌「Hail Holy Queen Entrouned above」に加え、「My Guy」「I Will Follow Him」の3曲が聖歌隊の歌唱曲としてアレンジの上で歌われた。
- 「Heat Wave」（ヒート・ウェイヴ）

1963年に発表されたマーサ&ザ・ヴァンデラスの楽曲。
映画冒頭の歌唱シーンにおけるメドレー曲の冒頭と末尾で歌われた。
「Heat Wave→My Guy→I Will Follow him→Heat Wave」の4部構成で、サウンドトラックでは「Lounge Medly」名義で収録されている。
- 「My Guy」

1964年に発表されたマリー・ウェルズの楽曲。
映画冒頭の歌唱シーンにおけるメドレー曲の1曲として歌われた
聖歌隊の歌唱では「Guy」が「God」に置き換えられている。サントラ版では「My Guy(My God)」名義で収録。
- 「I Will Follow Him」（アイ・ウィル・フォロー・ヒム）

1961年に発表された「愛のシャリオ」の英語歌詞書下ろしによるカバーバージョンリトル・ペギー・マーチの楽曲。
映画冒頭、デロリス歌唱シーンにおけるメドレーの1曲として登場し、後に聖歌隊が歌唱。
聖歌隊の歌唱では、歌詞の「him（彼）」が「主(キリスト)」を意味する「Him」に置き換えられている。
- 「Hail Holy Queen」（ヘイル・ホーリー・クイーン）

「サルヴェ・レジーナ」の英訳版『Hail Holy Queen Entrouned above』の女声三部合唱アレンジ。
聖歌隊がデロリスの指導後にミサで披露。ラテン語と英訳歌詞を織り交ぜた上でゴスペル風にアレンジされている。
- 「Rescue Me」

1965年に発表されたフォンテラ・バスの楽曲。
デロリスが修道院内の清掃をしているシーンで使用。
- 「Roll With Me Henry」

1955年に発表されたエタ・ジェイムズの楽曲。
修道院を抜けだしたデロリスが、バーのジュークボックスで選曲。劇中ではオリジナル版ではなく別音源が使われている。
- 「Just A Touch Of Love」

1990年に発表されたC+C Music Factoryの楽曲。
修道院のシスターたちが街で奉仕活動を行う中盤のダイジェストシーンで使用。
- 「Gravy（For My Mashed Potatoes）」

1962年に発表されたディーディー・シャープの楽曲。デロリスを追いかけてバーに入ったパトリックがジュークボックスでかけた曲。劇中ではオリジナル版ではなく別音源が使われている。またサウンドトラックではサブタイトルが省略されている。
- 「If My Sister's in Trouble」

女性3人組のR&Bグループ「Lady Soul」とのタイアップ曲で、本作のイメージソング。
劇中でも使用されており、匿い先が修道院と知って立腹し教会の外に逃げ出したデロリスをサウザー警部補が説得するシーンで、往来端を歩く2人の背後を通る車から流れる。
映画公開当時にシングル版が発売された後、映画公開後に発売された「Lady Soul」のアルバム「Lady Soul」に収録された。MVも制作された。

## 製作

### 企画・脚本
1980年代後半、脚本家のポール・ラドニックは本作のアイデアを思いつき、『お熱いのがお好き』などに触発された第一稿を作成した。それはプロデューサーのスコット・ルーディンに渡され、歌手のベット・ミドラーの起用とディズニー（タッチストーン・ピクチャーズ）の製作が決定した。
元女優で引退後に修道院入りした異色の経歴を持つドロレス・ハートとの面会や実際の修道院の取材などの準備を経て、ミドラーの起用を前提として脚本の修正は書き進められていたが、ミドラーが心変わりから降板するという事態が発生。企画が宙に浮いてしまう。
その後、ウーピー・ゴールドバーグが脚本に興味を示したことで企画は再開するものの、これによりミドラー主演を前提とした書かれた脚本の修正が必要となり、ジム・キャッシュやジャック・エップス・ジュニア、ナンシー・マイヤーズなど6人の脚本家が修正に携わった。そのため、内容は企画当初から大きく様変わりすることとなりラドニックは制作から離れた。ラドニックはこの経緯を理由に名前がクレジットされることを拒否していたが、スタッフからの説得の末、本名を伏せることを条件にクレジットを許可した。脚本でクレジットされたジョゼフ・ハワードはこうした経緯で用いられた変名で、続編でもキャラクター創作者としてクレジットされている。
ウーピーはデロリスの台詞を自ら提案し、それに伴う脚本修正担当としてキャリー・フィッシャーが雇われた。二人は「セックス」など際どい台詞をデロリスに多く言わせようとしたため、ディズニー側の幹部と意見がよく衝突したという。

### キャスティング
パトリック役のキャシー・ナジミーはオーディションで歌唱後、審査員のマーク・シャイマンから「他に何か歌えますか？」と聞かれ、友達を笑わせるための持ちネタだったオペラ風の歌声を披露したところ「それだ！その歌い方以外はしないで」と言われ、出演が決まったという。
ラザラスを演じたメアリー・ウィックスは、1966年の映画『青春がいっぱい』で修道女の役を演じた経験が縁で抜擢された。また、当時81歳と演者のなかで最年長である。
シスターを演じるキャストは、バランスに加え何よりも「個性」を最重視して選ばれた。
シスターを演じたキャストは女優が多いが、女優と歌手を両立しているキャストも多い。ダーリーン・コルデンホーヴェンは声楽教師として歌のコーチも請け負っており、エンディングクレジットにおいて音楽指導としてもクレジットされているほか、ロバートの目ざまし時計のアラーム音声も担当している。
法王を演じたユージーン・グレイタックは、当時の法王ヨハネ・パウロ2世に似ていることで有名で、この作品以外でも法王の役を演じている。

### 撮影

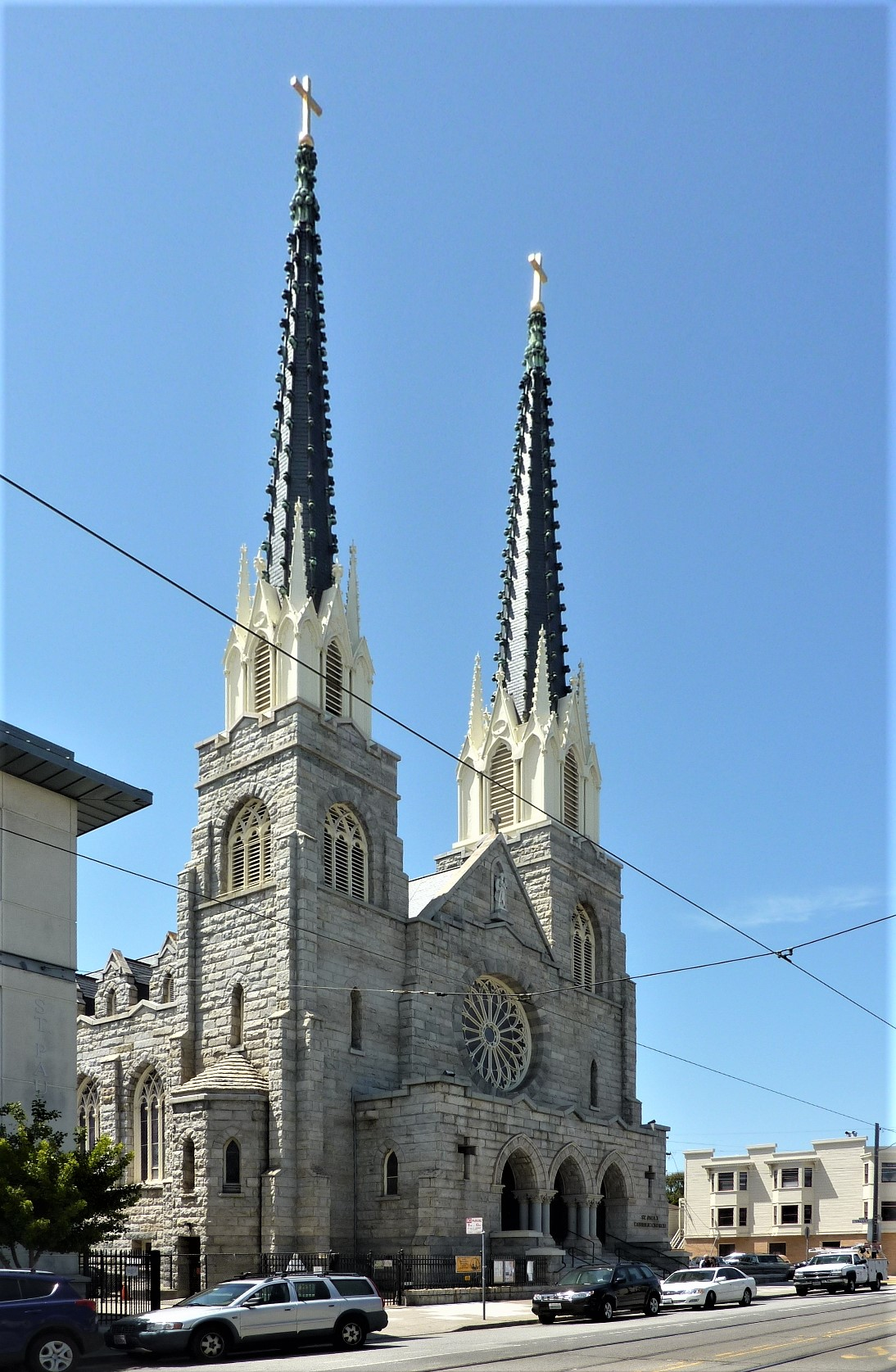
舞台となる修道院の外観として使用されたセント・ポール・カトリック教会

撮影は、1991年9月から約2カ月間にわたり行われた。
舞台は当初シカゴの予定だったが、ウーピー・ゴールドバーグが自身のキャリアをスタートさせたサンフランシスコに変更となった。
舞台となる教会は、サンフランシスコの中流階級の地域であるノー・バレーにあるセント・ポール・カトリック教会を使用。通りの反対側の店は、作品に合わせ荒廃した雰囲気を与えるために改装された。また、リノでのロケ撮影も行われた。

## エピソード
女性の修道者の修道名に「メアリー」が併記されるケースは男性の聖人から名を採った場合に多く見られるもので、劇中で登場するシスターの名前も全て男性の聖人の名前である。
撮影開始に先立ち、ウーピー・ゴールドバーグはセス・リッグスの下で徹底的な歌唱トレーニーングを積んだ。彼女は後に「浴槽で歌う鼻歌がどれだけ気楽か思い知った」と答えつつ、「周りが思ってるよりはイケた（上手く歌えた）」と語っている。
キャシー・ナジミーはパトリックを演じるにあたり、脚本に「唯一の特徴は『明るさ』」と書いてあったことから、偶然つけたテレビに写った元気で明るく陽気なメアリー・ハートがパトリックのモデルだと思い、彼女をモチーフにパトリックのキャラクターを作った。
メアリー・ロバートの劇中での歌唱は演じるウェンディ・マッケナでなくアンドレア・ロビンソンであり、全キャストの中で唯一の吹き替えである。理由は歌声が監督のイメージとは違ったため。マッケナはコメンタリーにおいて「『もちろん歌えるわ』と言って恥をかいた」と語り、「口パクなら任せてよ」と発言している。
「My God」のサビ直前、シスターたちが横を向くシーンでラザラスが逆に向くシーンは、NGシーンをOKテイクとして採用したもの。
ゴールドバーグは撮影中、「修道服から出した手に、ミッキーマウスの手の手袋をしていた」という悪ふざけをしたことがある。
リノでのロケ撮影中、滞在したホテルで同室になったナジミーとマッケナは撮影衣装（シスター姿）のままルームサービスで食事を頼んだ際に、届けにきたホテル従業員へあるイタズラを仕掛けることを思いつく。それは、「ナジミーが従業員（二人の正体を知らない）に、食事を部屋へ運び入れるよう頼み、シスター姿のマッケナがベッドに座りテレビのAVチャンネルを真顔で凝視している様を見せつける」というものであった。ちなみに、マッケナはナジミーの案で従業員が退室するまで笑わずに演技を続けられるかの賭けも行うも耐え切れずに笑ってしまったため、ナジミーに100ドルを支払ったという。
リノに滞在中、多くのキャストは夜や撮影の合間、衣装のシスター姿でカジノやバーに訪れギャンブルを楽しむことが日課だったという。ナジミーは後に「ウェンディはタバコを吸っていたし、修道女の私たちは飲み物を置いて21テーブルでカードに夢中だった。それは面白かったわ」と回想している。

## 評価
- 第50回ゴールデングローブ賞
  - 作品賞 (ミュージカル・コメディ部門) - ノミネート[18]
  - 主演女優賞 (ミュージカル・コメディ部門)（ウーピー・ゴールドバーグ）- ノミネート[18]

## ミュージカル版
映画公開から17年後の2009年に本作がロンドンのウエスト・エンドでミュージカル化され、2011年にブロードウェイで公演が行われた。映画版の主演を務めたウーピー・ゴールドバーグがプロデューサーとして参加、音楽は『リトル・マーメイド』や『アラジン』などのディズニーのアニメ作品を作曲したアラン・メンケンが担当している。ストーリーの大筋と登場人物は映画版を踏襲しているが、細部の設定やストーリー展開が大幅に脚色されている他、楽曲はすべて書き下ろしで映画版での挿入曲は使用されていない。
2014年6月1日、日本上演。2014年8月3日、千秋楽。2016年5月22日 - 6月20日再演。2019年11月 - 12月再演。